# Alfredo Dinale
Alfredo Dinale (Marostica, Vèneto, 11 de març de 1900 - Vicenza, 2 de desembre de 1976) va ser un ciclista italià que fou professional entre 1924 i 1937. Durant la seva carrera combinà la carretera amb la pista.
Abans de passar al professionalisme va prendre part en els Jocs Olímpics de París de 1924, on guanyà la medalla d'or en la prova de persecució per equips, fent equip amb Angelo de Martini, Francesco Zucchetti i Aleardo Menegazzi. Als 50 quilòmetres fou sisè.
Com a professional destaquen dues victòries d'etapa al Giro d'Itàlia de 1929 i la Coppa Bernocchi de 1924.

## Palmarès
- 1924
  -  Medalla d'or als Jocs Olímpics de París en persecució per equips
  - 1r a la Coppa Bernocchi
- 1929
  - 1r als Sis dies de Dortmund (amb Karl Göbel)
  - Vencedor de 2 etapes del Giro d'Itàlia
- 1930
  - 1r al Premi Dupré-Lapize (amb Learco Guerra)
- 1931
  - 1r als Sis dies de París (amb Pietro Linari)
  - 1r als Sis dies de Frankfurt (amb Karl Göbel)

### Resultats al Giro d'Itàlia
- 1928. 19è de la classificació general
- 1929. 40è de la classificació general. Vencedor de 2 etapes
- 1930. 29è de la classificació general